# کنراد مونتفرات
کنراد مونتفرات (ایتالیایی: Corrado del Monferrato؛ پیدمونتی: Conrà d'd Monfrà) (درگذشت ۲۸ آوریل ۱۱۹۲) یک نجیب‌زاده از شمال ایتالیا، و یکی از مهمترین شرکت کنندگان در جنگ صلیبی سوم بود. او به صورت دی فاکتو پادشاه اورشلیم از نوامبر ۱۱۹۰ (با عنوان کنراد I) بود اما به‌طور رسمی تنها در ۱۱۹۲، روز قبل از مرگش انتخاب شد. او همچنین از سال ۱۱۹۱ هشتمین  مارک مونتفرات بود.

## اوایل زندگی
کنراد فرزند دوم مارکز ویلیام پنجم از مونتفرات و همسرش  جودیت بابنبرگ بود. او اولین پسر عموی فردریک بارباروسا، امپراتور مقدس روم و همچنین لویی هفتم فرانسه و لئوپولد پنجم اتریش بود.
کنراد در  مونتفرات، که اکنون منطقه ای از پیمونت، در شمال غربی ایتالیا است، متولد شد. مکان دقیق و سال تولدش مشخص نیست. نام وی ابتدا در سال ۱۱۶۰ در تاریخ ذکر شده‌است، هنگام خدمت در دربار عموی مادری خود،  کنراد،  اسقف گذرگاه، بعداً  اسقف اعظم سالزبورگ.
در Brevis Historia Occupationis et Amissionis Terræ Sanctæ مرد خوش تیپ، با شهامت و شعور ("یک تاریخچه کوتاه از اشغال و از دست دادن سرزمین مقدس") توصیف شده‌است.